# Хуан Оліварес
Хуан Оліварес (ісп. Juan Olivares, нар. 20 лютого 1941) — чилійський футболіст, воротар. Виступав, зокрема, за клуб «Сантьяго Вондерерз», а також національну збірну Чилі.

## Клубна кар'єра
У дорослому футболі дебютував 1961 року виступами за команду «Сантьяго Вондерерз», в якій провів дев'ять сезонів. З командою він виграв чемпіонат Чилі в 1968 році і Кубок Чилі в 1961 році.
Згодом з 1970 по 1977 рік грав у складі команд «Уніон Еспаньйола», «Депортес Магальянес», «Депортес Ла-Серена», «Депортес Консепсьйон» та «Кобрелоа». У складі «Уніон Еспаньйола» він виграв чемпіонат Чилі в 1973 році.
До складу клубу «Сантьяго Вондерерз» приєднався 1978 року, де провів один сезон, після чого виступав за «Уачіпато» та «Трасандіно» і 1982 року повернувся у «Вондерерз», де і завершив кар'єру.

## Виступи за збірну
15 квітня 1965 року дебютував в офіційних іграх у складі національної збірної Чилі в матчі Кубка Пасіфіко зі збірною Перу (4:1), замінивши по ходу матчу Адана Годоя.
Наступного року у складі збірної був учасником чемпіонату світу 1966 року в Англії, де зіграв у всіх трьох матчах — проти Італії, КНДР та СРСР, але команда не подолала груповий етап. Також Хуан був основним воротарем збірної і на чемпіонаті Південної Америки 1967 року в Уругваї, на якому команда здобула бронзові нагороди, а Оліварес відіграв у всіх семи матчах — проти Колумбії (двічі), Венесуели, Парагваю, Уругваю, Аргентини та Болівії.
Згодом як запасний воротар поїхав на чемпіонат світу 1974 року у ФРН, але на поле там не виходив. Свій останній виступ за збірну Оліварес провів ще до мундіалю у товариському матчі зі збірною Гаїті 24 квітня 1974 року (1:0). Всього ж за збірну воротар зіграв 33 офіційних матчі, в яких пропустив 46 голів

## Досягнення

### Командний
Збірна Чилі
- Бронзовий призер чемпіонату Південної Америки: 1967
- Володар Кубка Пасіфіко: 1965
- Володар Кубка Бернардо О'Хіггінса: 1966
- Володар Кубка Леонсіо Провосте: 1973

«Сантьяго Вондерерз»
- Чемпіон Чилі: 1968
- Віце-чемпіон Чилі: 1960
- Бронзовий призер чемпіонату Чилі (3): 1959, 1964, 1966
- Володар Кубка Чилі (2): 1959, 1961
- Фіналіст Кубка Чилі: 1960
- Переможець другого дивізіону Чилі: 1978

«Уніон Еспаньйола»
- Чемпіон Чилі: 1973
- Віце-чемпіон Чилі (2): 1970, 1972
- Бронзовий призер чемпіонату Чилі: 1971